# Zrzohlávka rudozobá
Zrzohlávka rudozobá (Netta rufina) je charakteristicky zbarvená potápivá kachna veliká asi jako březňačka. Samice je sice poměrně nevýrazně hnědá, ale kačer má ve svatebním šatě rezavě červenou hlavu a krk, zobák a nohy karmínově červené (samice má načervenalou jen špičku zobáku). Navíc má kačer na hlavě delší peří, takže jeho hlava vypadá větší, než ve skutečnosti je. Zrzohlávky se zdržují spíš na větších rybnících, případně jezerech. Vyžadují bohatší submersní (ponořenou) vegetaci a většinou i bohatší porosty rákosin. Patří spíš mezi vzácnější druhy a je i v rámci Evropy považována za ohrožený druh.

## Popis
Zrzohlávka rudozobá je zhruba 53–58 cm dlouhá kachna o hmotnosti kolem jednoho kilogramu a s rozpětím křídel 84–88 cm.
Svatební šat samce se vyznačuje pestrým zbarvením. Výrazná je rezavě hnědá, kraj prodloužených per v chocholce přechází do světlejší zlatožluté. Hruď je černá a boky bílé, na břiše je černý pruh. Samičky jsou šedohnědé s tmavším vrškem hlavy. Mimo sezónu se samec podobá samici, ale lze ho dospělého odlišit podle výrazně červeného zobáku a nohou, samice má na zobáku jen načervenalou špičku. V letu je vidět výrazná bílá páska lemující zadní část křídla.
Zrzohlávky se velmi dobře potápějí a vydrží pod vodou až 2 a půl minuty. Vzletět dokážou jen po kratším rozběhu. Tok mají nevýrazný a ozývají se jen velmi vzácně vrzavým hlasem.

## Rozmnožování

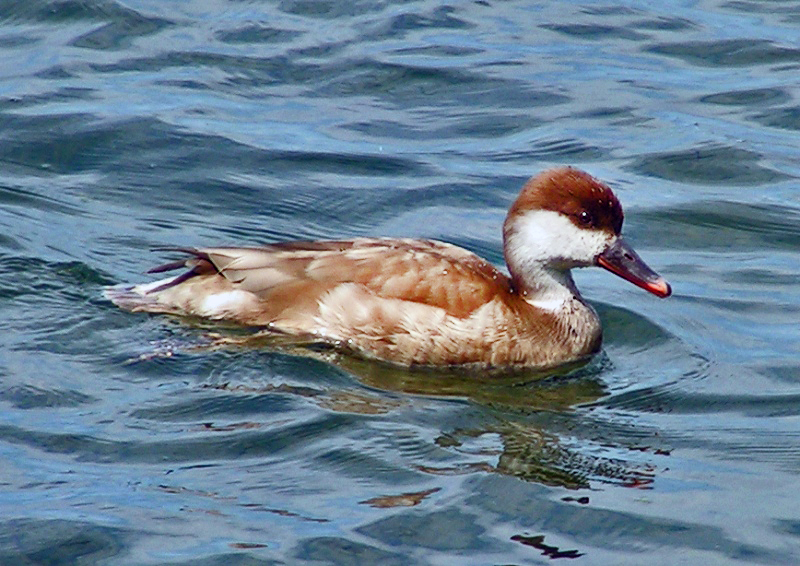
Samice zrzohlávky rudozobé

Hnízda bývají umístěna na ostrůvcích, nebo březích či v rákosinách, většinou dobře ukrytá ve vegetaci. Na stavbu bývá použita vegetace a větvičky z okolí a množství, převážně prachového, peří a staví ho pouze samice.
Snůšky se nejčastěji objevují v první polovině května a obsahují 7–12 vajec. Zrzohlávky často kladou vejce i do hnízd jiných kachen, nejčastěji kachny divoké a kopřivky obecné. Vejce má vejčitý až oválný tvar (rozměry cca 55x42 mm), šedožlutá s čerstvá s jemně zelenavým nádechem. Samice snáší jedno denně, na snůšku usedá až po snesení posledního a sedí 26–28 dní. Vzletná jsou mláďata až po dalších osmi týdnech. Pohlavně dospívají již v příštím roce, nejvyšší věk zjištěný ve volné přírodě byl 7 let, ale v zajetí se mohou dožít až 15 let.

## Ekologie
Zdržuje se převážně na vodních plochách z části zarostlých rákosinami a s bohatou submersní vegetaci. Vyžadují větší volnou vodní plochu.
Zrzohlávka se živí převážně rostlinnou stravou nejčastěji řasami rodu Chara a ponořenou vegetací. V potravě se místy vyskytují i měkkýši, vodní hmyz a jeho larvy, drobní korýši, potěr, pulci, žáby i malé rybky. Valnou většinu potravy získává zpod vodu potápěním, nebo „panáčkováním“ (ponoří jen přední polovinu těla a zadní trčí kolmo nad vodu). Potápí se až do hloubky 2–4 m.

## Rozšíření

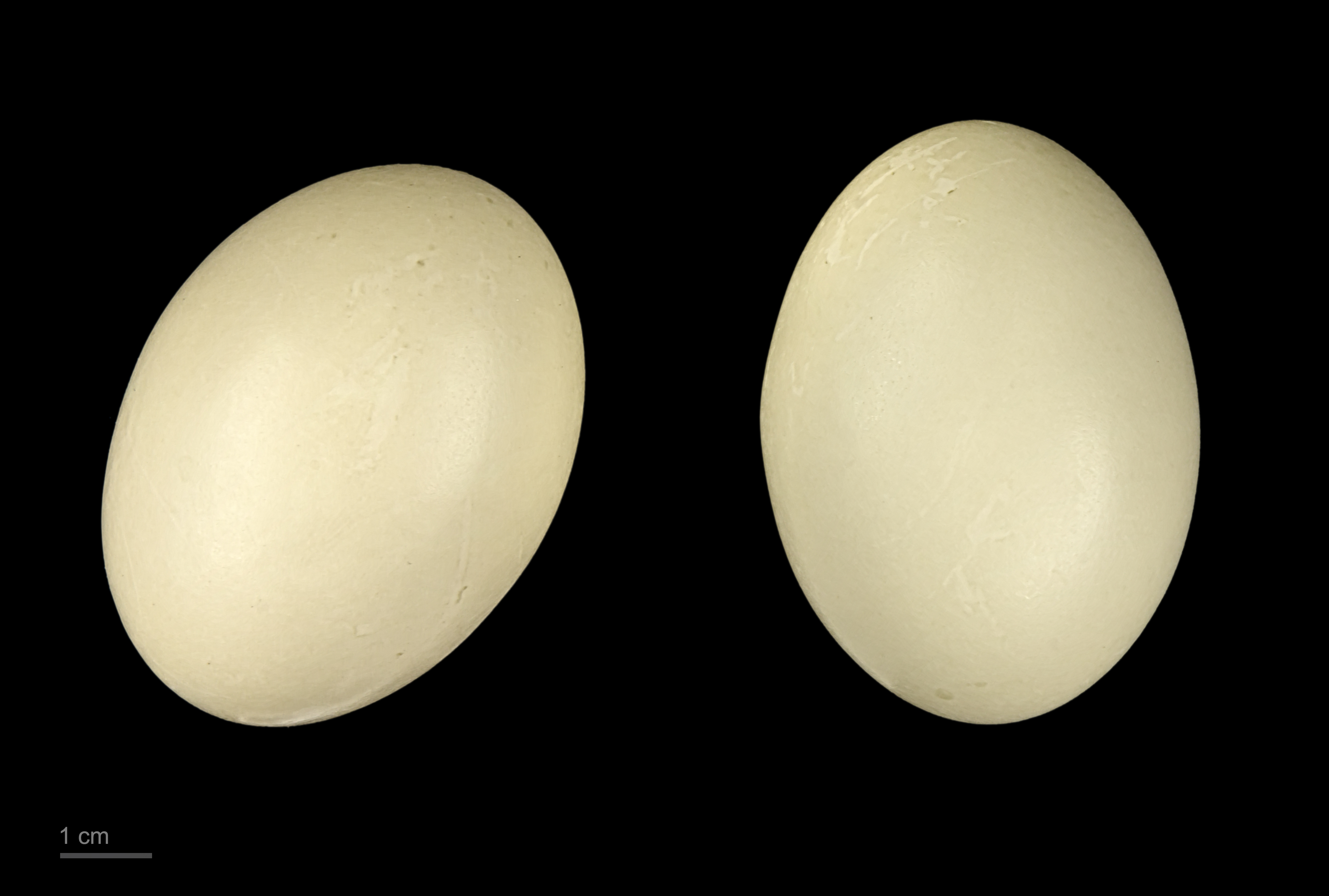
Netta rufina

Zrzohlávka rudozobá má silně mozaikovité rozšíření. Hnízdí v jižní a střední Evropě, Malé a střední Asii. Ve dvacátém století se začal šířit i více na sever a dá se zastihnout i Dánsku, na severu SRN a v jižním Polsku. Zimoviště se nacházejí ve středomoří, převážně v jižní Evropě, ale i na severu Afriky, v Přední Asii a Přední a Zadní Indii.
Jedinci z Česka zimují převážně v jižní Francii.

### Rozšíření v Česku
Pravidelně v Česku hnízdí pouze na jižní Moravě a v jižních Čechách. Početnost populace kolísá a místy se šíří i do jiných oblastí (Pardubicko, střední Morava, Poodří). Pravidelně hnízdí například na Českobudějovicku, Třeboňsku, v okolí Lednice a na VDNM(II). V posledních letech populace zrzohlávky početně rostou a v ČR podle mapování v letech 2001–03 hnízdilo 200–250 párů. Zimuje vzácně, podle odhadu z 80. let jen 1–5 jedinců. Vyhláškou MŽP je chráněná jako silně ohrožený druh.